# Bulería
```

```

La bulería est un palo festif du flamenco caractéristique de la région de Jerez de la Frontera.

## Définition
L'Académie royale espagnole la définit comme un style de cante (chant)  flamenco de rythme vif s'accompagnant de palmas (claquements de mains) . La bulería est particulièrement festive et joyeuse et se prête bien au jaleo.

## Présentation
La bulería est née avec l'accélération du compás de la soleá, elle est apparue vers le milieu du XIXe siècle.
Le compás de la bulería est donc identique à celui de la soleáss et se décompose donc ainsi:
1-2-3  4-5-6  7-8  9-10  11-12 
deux groupes de trois temps et trois groupes de deux temps.
La particularité du compás de bulería est que le premier temps du compás est le 12 et non le 1.
Ce qui nous donne
12 1 2 3 4 5 6 7 8 9 10 11
La seconde grande particularité est que la conclusion des phrases rythmiques ou musicales se fait toujours sur le 10 (ou le 4 du "medio-compas").
Comme pour la soleá, les temps forts sont les 3, 6, 8, 10, 12.
12 1 2 3 4 5 6 7 8 9 10 11
Une variante, très répandue, est de faire glisser le temps fort du 6 vers le 7. En effet tous les temps forts ne sont pas égaux, et marquer le 7, c'est accentuer la montée vers le 10.
12 1 2 3 4 5 6 7 8 9 10 11
Une autre particularité du compás de bulería est qu'il peut se marquer en 6 (et plus rarement en 3)
Le compás en 6 :
6 1 2 3 4 5
Ce type de subdivision du compas en "medio-compas" est typique du style de Jerez de la Frontera. Il est souvent préféré au compás à 12 temps précédemment expliqué, pour sa grande souplesse. Ainsi, en accentuant fortement le 6 par un son sourd (pied), on obtiendra un "swing" permettant de chanter tout type de texte, sur tout type d'harmonie. Toutes les chansons sont transposables "por bulerias" en prenant un système rythmique à deux accents par compás : 6 (sourd) et 3 (clair), ce qui ressemble fortement à une mesure à 2 temps utilisée pour la plupart des chansons.
Ce qui caractérise l'aspect "flamenco" d'une phrase musicale, c'est avant tout sa fin. On doit donc toujours terminer sur le 4e temps de la mesure de 6. Le passage à une mesure à 3 accents (6, 2 et 4) indique en général l'imminence d'une fermeture (remate). Si la fermeture est différente, votre morceau ressemblera plus à de la valse qu'à de la buleria.
Les passages en 6 ou en 12 varient en fonction de ce qui est chanté ou ce qui est dansé.
C'est le chanteur (cantaor) ou le danseur (bailaor) qui est maître du compás, le guitariste ne fait que marquer et souligner les accents du compás, et jouer les accords correspondant à la phrase de chant ou au cycle de danse.
Voici quelques exemples de rythmes utilisés pour jouer la bulería (les deux premières lignes représentent le compás seul pour expliquer la notation) :
```
12--1---2---3---4---5---6---7---8---9---10--11--:
:...........:...........:.......:.......:.......:
12          3           6       8       10      12
|   .   .   |   .   .   |   .   |   .   |       |
|   .   .   |   .   .   |   .   |     |||   ,   |
|   . |||   |   . |||   |   .   |   . |||       |
|   .   .   |   .   .   |   .   |   |||||   ,   |
```

La notation n'est qu'une suggestion, et la liste est à compléter.